# L'arpa d'erba
L'arpa d'erba (The Grass Harp) è un romanzo scritto da Truman Capote pubblicato nel 1951, finalista al National Book Award. Racconta la storia di un ragazzo orfano e delle due anziane donne che lo accudiscono, osservando lo scorrere delle vite umane, vivendo su un albero, in un piccolo paesino del profondo Sud degli USA.

## Adattamenti
Dal romanzo sono stati tratti:
- un'opera teatrale: L'arpa d'erba (The Grass Harp) – 1952 con testo di Truman Capote;[senza fonte]
- un musical: L'arpa d'erba (The Grass Harp) – 1971 con testo di Kenward Elmslie e musica di Claibe Richardson;[2]
- un film: Storie d'amore – 1995 diretto da Charles Matthau;[3]

## Edizioni italiane
- L'arpa d'erba, traduzione di Bruno Tasso, Collana Romanzi moderni, Milano, Garzanti Editore, 1953,  p. 158. - Collana R 20, Garzanti, 1965.
- L'arpa d'erba, traduzione di B. Tasso, Collana Gli elefanti, Milano, Garzanti, 1996,  p. 124, ISBN 978-88-116-6748-3. - Collana Elefanti bestseller, Garzanti, 2022, ISBN 978-88-116-0735-9.